# Laneuveville-en-Saulnois
Laneuveville-en-Saulnois är en kommun i departementet Moselle i regionen Grand Est (tidigare regionen Lorraine) i nordöstra Frankrike. Kommunen ligger i kantonen Delme som tillhör arrondissementet Château-Salins. År 2022 hade Laneuveville-en-Saulnois 285 invånare.

## Befolkningsutveckling
Antalet invånare i kommunen Laneuveville-en-Saulnois
| Referens: INSEE |